# Caroline Peters
Caroline Peters (n. 1971, Mainz) este o actriță germană.

## Date biografice
Caroline Peters termină studiul artelor dramatice la Școala Superioară de Muzică din Saarbrücken. Ea va juca diferite roluri din anul 1995 la teatrul Schaubühne din Berlin. Din anul 1999 apare pe scena Deutschen Schauspielhaus din Hamburg, Volksbühne din Berlin, Burgtheater din Viena și Schauspielhaus din Zürich.

## Filmografie (selectată)
- 1998: Der Pirat
- 1999: Im Namen des Gesetzes – Preis der Wahrheit
- 2001: Schluss mit lustig
- 2003: Tatort – 3x schwarzer Kater
- 2004: Die Ärztin
- 2004: Schöne Frauen
- 2004: Walk on Water
- 2005: Polizeiruf 110 – Vergewaltigt
- 2005: Wilsberg – Todesengel
- 2006: Arnies Welt
- 2007: Der Dicke – Große Pläne
- 2007: Contergan
- 2008–2010: Mord mit Aussicht
- 2009: Umdeinleben
- 2009: Schlaflos
- 2010: Luises Versprechen

## Premii
- Premiul Adolf-Grimme (2007)